# Nasty (песня The Prodigy)
«Nasty» (с англ. — «противный, скверный») — сингл британской группы The Prodigy с альбома The Day Is My Enemy. Двадцать второй сингл в дискографии группы. Был анонсирован 29 декабря 2014 года в Инстаграме и на Фэйсбуке и выпущен 12 января 2015 года.

## Список композиций
| №  | Название | Длительность |
| -- | -------- | ------------ |
| 1. | «Nasty»  | 4:03         |

| №  | Название             | Длительность |
| -- | -------------------- | ------------ |
| 1. | «Nasty»              | 4:03         |
| 2. | «Nasty» (Zinc Remix) | 4:11         |
| 3. | «Nasty» (Spor Remix) | 5:09         |
| 4. | «Nasty» (Onen Remix) | 3:57         |

| №  | Название       | Длительность |
| -- | -------------- | ------------ |
| 1. | «Nasty» (edit) | 3:27         |

| №  | Название       | Длительность |
| -- | -------------- | ------------ |
| 1. | «Nasty» (edit) | 3:46         |

Официальные версии
- «Nasty» (instrumental) (4:07)[8][9]

## Видеоклип
Официальный видеоклип был опубликован на YouTube 12 января 2015 года. В нём показана лиса, преследуемая в переулке несколькими охотниками, которые собираются её застрелить. Однако лиса вводит их в состояние транса и приводит в лес, где превращает охотников в лис.

## Позиции в чартах
| Чарт (2015)                     | Максимальная позиция |
| ------------------------------- | -------------------- |
| Великобритания (OCC UK Dance)   | 23                   |
| Великобритания (OCC UK Singles) | 98                   |